# Quint Lusi Quiet
Quint Lusi Quiet (en llatí Quintus Lusius Quietus) va ser un cap tribal amazic independent, no sotmès a la província romana de Mauretània. Va servir amb un cos de cavalleria de la seva gent a l'exèrcit romà, però per algun delicte que no es coneix va ser expulsat del servei amb deshonor.
Quan Trajà va iniciar la seva primera campanya a Dàcia, per voluntat dels seus homes, Quiet va oferir els seus serveis i l'emperador li va donar la benvinguda i els va acceptar. En aquesta campanya va guanyar gran distinció i era un dels generals de confiança de Trajà. A la guerra amb els parts iniciada l'any 114, va conquerir Nísibis i Edessa i va sotmetre als jueus, contra els que l'emperador l'havia enviat. Trajà el va nomenar governador de Judea i en cara el va recompensar més nomenant-lo cònsol el 116 o 117 (el nom no consta als Fasti i, per tant, seria cònsol sufecte). Tots aquests honors van suscitar molta enveja, i si hem de creure Temisti, Trajà va pensar en ell com a successor. Quiet està representat a la Columna de Trajà, al front de la seva cavalleria amaziga.
A la mort de l'emperador va tornar al seu país, que en endavant va viure freqüents disturbis dels que Hadrià va acusar Quiet. Hadrià el va privar del comandament de les seves tribus, i després el va cridar a Roma per acusar-lo de participar en una conspiració contra l'emperador. Se'l va executar en un viatge, segurament quan anava de Mauretània a Roma.